# 西北旺站
西北旺站是一个位于中国北京市海淀区马连洼街道永丰路、后厂村路、德政路、茉莉园北路交叉口，属于北京地铁16号线的地铁车站，2016年12月31日启用。

## 车站构造

### 车站楼层
西北旺站是地下三层岛式车站，位于德政路-茉莉园北路、后厂村路-茉莉园南路与永丰路两交口之间，沿永丰路南北向布置于路下，采用明挖法施工，由中铁电气化局承建。本站共有2个风道和3个出入口，同时设有通往周边建筑地下空间的通道。
| 地面层          | 出入口                     | A—C出入口                                  |
| 地下一层        | 夹层                       | C口过渡层                                  |
| 地下二层 站厅层 | 站厅                       | 客务中心、自动售票机、安全检查、进出站闸机 |
| 地下三层 站台层 |                            | █ 16号线往北安河（永丰南）                 |
| 地下三层 站台层 | 岛式站台，左側開门         |                                            |
| 地下三层 站台层 | █ 16号线往宛平城（马连洼） |                                            |

### 站厅
西北旺站大堂位于地下二层（地下一层为C口夹层），收费区设于站厅西侧。站厅中央设有前往站台的直梯。

### 月台
16号线设有一个島式月台，位于永丰路地底，所有站台面均设有屏蔽门。本站的公共卫生间位于站台的北端。

月台全景图（2017年5月摄）

## 出入口
西北旺站有3个出入口，A（西北）口位于永丰路与茉莉园北路交叉口西南侧，B（东北）口位于永丰路与德政路交叉口东南侧，C（东南）口位于永丰路与后厂村路交叉口东北侧。B口东侧设有直梯，C口则预留有通往西北旺万象汇地下二层的通道，在该商场2024年5月31日开业当天同步开放。本站启用初期仅B、C口开放，A口于2017年12月30日开通，而在B、C口之间的站厅东侧墙已于2024年5月另行开出一个通往西北旺万象汇5号门的单向出站口。各出入口均设有指示牌显示出入口周边的建筑物及设施列表。
|                       |              |                                                                                                  |      |                |
| 編號                  | 指示         | 建議前往目的地                                                                                   | 照片 | 无障碍设施图片 |
| 出口 · A              | 永丰路       | 永丰路（西侧）                                                                                   |      | 不適用         |
| 出口 · B · 升降机标志 | 永丰路       | 永丰路（东侧）、卫生大厦、海淀区综合应急救援指挥中心                                             |      |                |
| · （仅供出站）        | 西北旺万象汇 | 西北旺万象汇（5号门）                                                                            |      | 不適用         |
| 出口 · C              | 后厂村路     | 后厂村路（北侧）、五矿万科如园、海淀交通支队车辆管理站、海淀区西北旺镇行政办事大厅、马连洼派出所 |      | 不適用         |
| 出口 · C              | 西北旺万象汇 | 西北旺万象汇（5号门）                                                                            |      | 不適用         |
| 註： 設有             |              |                                                                                                  |      |                |

## 接驳交通
西北旺地铁站A、B口北侧200米处设有百旺新城公交站，B口东侧约170米处设中海枫涟山庄南门公交站。公交西北旺站位于京密引水渠南侧的黑山扈路上，与本站相距1公里。

## 历史
2006年，海淀区曾计划将北京地铁4号线北延至永丰科技园，北延段拟设的4座车站包括百望山站、西北旺站、航天城西站、永丰站。这一北延计划于2010年搁浅，北京市规划委员会同年提出由海淀山后至中心城区的新增轨道交通线路，西北旺亦是该线所涉及的区域之一。
2011年，铁道第三勘察设计院公布山后线最初规划的车站位置，西北旺站是山后线的第一个地下站，永丰南及其上行各站当时规划为高架站。在2013年的环评报告中，本站并未更名，但上行各站已改为地下站。2016年9月，在北京市规划国土委公布的16号线首开段站名中，本站的站名仍为西北旺站。